# Ivoorkust op de Olympische Zomerspelen 2016
Ivoorkust nam deel aan de Olympische Zomerspelen 2016 in Rio de Janeiro, Brazilië. Tot de selectie behoorden twaalf atleten, twee meer dan in 2012, actief in zes verschillende sporten. Voor de vierde keer in de olympische geschiedenis behoorden tot de Ivoriaanse olympische ploeg meer vrouwen om mannen, zeven om vijf. Atlete Murielle Ahouré, een van de meer ervaren leden van de selectie, droeg de nationale vlag tijdens de openingsceremonie.
Taekwondoka Cheick Sallah Cissé won de eerste gouden medaille voor Ivoorkust ooit. Het was de tweede medaille (elke kleur) ooit en de eerste in bijna dertig jaar tijd. In de finale van de klasse tot 80 kilogram versloeg Cissé de Brit Lutalo Muhammad. Muhammad dacht in de slotseconden van de wedstrijd het goud binnen te hebben, maar Cissé trapte in de laatste seconde Muhammad in het gezicht, goed voor de maximumscore in het taekwondo. Dat leverde voldoende op om Muhammad te verslaan (van 4–6 naar 8–6). Eerder tijdens de Spelen won Ruth Gbagbi reeds het brons bij de klasse tot 67 kilogram. Zowel Cissé als Gbagbi werd enthousiast onthaald in Ivoorkust na afloop van de Olympische Spelen: zo schonk president Alassane Ouattara beide atleten een geldbedrag en een huis.

## Medailleoverzicht
| Sport     | Olympiër            | Onderdeel  | Medaille |
| --------- | ------------------- | ---------- | -------- |
| Taekwondo | Cheick Sallah Cisse | –80 kg (m) | Goud     |
| Taekwondo | Ruth Gbagbi         | –67 kg (v) | Brons    |

## Deelnemers en resultaten
(m) = mannen, (v) = vrouwen 

### Atletiek
| Olympiër           | Discipline | Resultaat    | Prestatie                                                                                            |
| ------------------ | ---------- | ------------ | --- |
| Hua Wilfried Koffi | 100m (m)   | 52e          | series: vrij kwartfinale 2: 7de in 10,37                                                             |
| Ben Youssef Meïté  | 100m (m)   | 6e           | series: vrij kwartfinale 5:1ste in 10.03 halve finale 1: 2de in 9,97 NR finale: 6de in 9.96 NR       |
| Hua Wilfried Koffi | 200m (m)   | 30e          | serie 10: 4de in 20,48 (4e)                                                                          |
|                    |            |              | |
| Murielle Ahouré VO | 100m (v)   | 10e          | kwartfinale 1: 2de in 11,17 halve finale 1: 4de in 11,01                                             |
| Marie-Josée Ta Lou | 100m (v)   | 4e           | series: vrij kwartfinale 4: 2de in 11,01 halve finale 2: 3de in 10,94 (PB) finale: 4de in 10,86 (PB) |
| Murielle Ahouré    | 200m (v)   | halve finale | serie 8: 2de in 22,52 halve finale 3: 4de in 22,59                                                   |
| Marie-Josée Ta Lou | 200m (v)   | 4e           | serie 4: 1ste in 22,31 (PB) halve finale 2: 1ste in 22,28 PR finale: 4de in 22,21                    |

### Boogschieten
| Olympiër            | Discipline      | Resultaat | Prestatie                                                                  |
| ------------------- | --------------- | --------- | -------------------------------------------------------------------------- |
| Philippe Kouassi VS | individueel (m) | 33e       | plaatsingsronde: 57ste met 634 punten 1ste ronde: V van FRA Valladont: 4–6 |

### Judo
| Olympiër                 | Discipline | Resultaat | Prestatie                                              |
| ------------------------ | ---------- | --------- | ------------------------------------------------------ |
| Zouleiha Abzetta Dabonne | –57kg (v)  | 9e        | 1ste ronde: vrij 2de ronde: V van JPN Matsumoto: ippon |

### Schermen
| Olympiër            | Discipline | Resultaat | Prestatie                                        |
| ------------------- | ---------- | --------- | ------------------------------------------------ |
| Gbahi-Gwladys Sakoa | degen (v)  | 9e        | 1ste ronde: vrij 2de ronde: V van CHN Sun: 11-15 |

### Taekwondo
| Olympiër            | Discipline | Resultaat | Prestatie |
| ------------------- | ---------- | --------- | --- |
| Cheick Sallah Cissé | –80kg (m)  | Goud      | 1ste ronde: W van POL Paziński: 8–2 kwartfinale: W van GER Güleç: 7-1 halve finale: W van TUN Oueslati: 7–6 finale: W van GBR Muhammad: 8–6            |
|                     |            |           | |
| Ruth Gbagbi         | –67kg (v)  | Brons     | 1ste ronde: W van EGY El-Sawalhy: 4–3 kwartfinale: V van FRA Niaré: 4-5 herkansingen: W van HAI Louissaint: 7–2 bronzen finale: W van AZE Azizova: 7–1 |
| Mamina Koné         | +67kg (v)  | 11e       | 1ste ronde: V van FRA Epangue: 1–3 |

### Zwemmen
| Olympiër       | Discipline          | Resultaat | Prestatie                    |
| -------------- | ------------------- | --------- | ---------------------------- |
| Thibaut Danho  | 100m vrije slag (m) | 54e       | serie 1: 2de in 52,78        |
|                |                     |           |                              |
| Talita Te Flan | 800m vrije slag (v) | 27e       | serie 1: 6de in 9.07,21 (NR) |